# Luau
Luau (anciennement Teixeira de Sousa) est une ville et une municipalité de la province de Moxico, située à l'est de l'Angola.
La ville est frontalière de la République démocratique du Congo et est le terminus du chemin de fer de Benguela.

## Histoire
Luau a fait partie du Congo belge avant l’échange de territoire entre la Belgique et le Portugal signé à São Paulo de Loanda le 22 juillet 1927.

## Sources
- (en) International Boundary Study, vol. 144 : Angola – Democratic Rep. of the Congo (Zaire) Boundary, The Geographer, Office of the Geographer, Bureau of Intelligence and Research, 4 avril 1974 (lire en ligne)